# Моравица (Тырговиштская область)
Моравица (болг. Моравица) — село в Болгарии. Находится в Тырговиштской области, входит в общину Антоново. Население составляет 204 человека (2022).

## Политическая ситуация
Кмет (мэр) общины Антоново|Антоново — Танер Мехмед Али Движение за права и свободы (ДПС)) по результатам выборов в правление общины.